# Psammobatis rudis
Smallthorn sandskate (Psammobatis rudis) là một loài cá trong họ Arhynchobatidae. Loài này được tìm thấy ở Argentina và Chile. Môi trường sinh sống tự nhiên của nó là các vùng biển mở.